# Atting
Atting – miejscowość i gmina w Niemczech, w kraju związkowym Bawaria, w rejencji Dolna Bawaria, w regionie Donau-Wald, w powiecie Straubing-Bogen, wchodzi w skład wspólnoty administracyjnej Rain. Leży około 5 km na zachód od Straubingu, przy drodze B8.

## Demografia
| Rok  | Liczba mieszk. |
| ---- | -------------- |
| 1970 | 843            |
| 1987 | 1 131          |
| 2000 | 1 597          |
| 2004 | 1 678          |

## Oświata
(na 1999)

W gminie znajduje się 50 miejsc przedszkolnych (61 dzieci).